# Johannes Kaul
Johannes Kaul (* 1940 in Hindenburg) ist ein deutscher Journalist und Autor.
Ab 1982 war er Moderator des Regionalformats Hier und heute beim WDR Fernsehen. 1992 war er Gründer des ARD-Morgenmagazins, das er gelegentlich vertretungsweise moderierte und dessen Redaktion er bis 2004 auch leitete.

## Werke
- Höhenrausch und Atemnot – Mein Weg auf den Kilimandscharo. Südwest-Verlag, München 2009, ISBN 978-3517085425.